# Häckros
Häckros (Rosa ×reversa)  är en hybrid i familjen rosväxter mellan bergros (R. pendulina) och pimpinellros (R. spinosissima).